# Robert Trumble
Robert William Trumble (15 de abril de 1919 - 2 de janeiro de 2011) foi um músico e escritor australiano.